# Primera fila: Bronco
Primera fila: Bronco es el tercer álbum en vivo de la Banda de música regional mexicana Bronco, publicado en 24 de marzo de 2017 a través de la compañía discográfica Sony Music.
Fue grabado en los Estudios Churubusco en la Ciudad de México. Bronco se presenta bajo un escenario típico de concierto. Esto marca el regreso de José Guadalupe Esparza y su grupo con la compañía Sony Music, bajo su memorable nombre: Bronco. Cuenta con 19 canciones grabadas en el estudio dentro de las cuales, tres son canciones inéditas, que son: «Doctor», «Gajes de oficio» e «Impotente». Estas tres canciones son composiciones de José Luis Roma, vocalista de Río Roma, Miguel Luna y José Guadalupe Esparza. Se destaca la combinación de ritmos entre la música grupera y norteña de Bronco y el pop, hip hop, mariachi y balada. Tras su regreso, se consolidó como uno de los grupos más recordados de la música latina.
Cuenta con la participación de Cristian Castro, el dúo argentino Illya Kuryaki & The Valderramas, Julieta Venegas, León Larregui y la banda infantil LemonGrass. La canción «Doctor» es interpretada por los hijos de José Guadalupe: René y José Adán Esparza.

## Lista de canciones
| Primera fila: Bronco |                                                                  |          |  |
| N.º                  | Título                                                           | Duración |  |
| 1.                   | «Nunca voy a olvidarte» (con Cristian Castro)                    | 3:25     |  |
| 2.                   | «Sergio el Bailador/Coolo» (con Illya Kuryaki & The Valderramas) | 3:56     |  |
| 3.                   | «Dos mujeres, un camino»                                         | 3:34     |  |
| 4.                   | «Si te vuelves a enamorar»                                       | 3:27     |  |
| 5.                   | «El sheriff de chocolate/Los castigados» (con LemonGrass)        | 3:58     |  |
| 6.                   | «Con zapatos de tacón»                                           | 2:57     |  |
| 7.                   | «Libros tontos»                                                  | 3:36     |  |
| 8.                   | «Adoro» (con Julieta Venegas)                                    | 3:42     |  |
| 9.                   | «Que no quede huella» (con León Larregui)                        | 3:03     |  |
| 10.                  | «Oro»                                                            | 3:16     |  |
| 11.                  | «Que te han visto llorar»                                        | 3:13     |  |
| 12.                  | «Corazón duro»                                                   | 3:36     |  |
| 13.                  | «Pastillas de amnesia»                                           | 3:09     |  |
| 14.                  | «Déjame amarte otra vez»                                         | 3:44     |  |
| 15.                  | «Amigo Bronco»                                                   | 3:52     |  |
| 16.                  | «Doctor»                                                         | 3:37     |  |
| 17.                  | «Gajes de oficio»                                                | 3:53     |  |
| 18.                  | «Impotente»                                                      | 3:41     |  |
| 19.                  | «Quiéreme como te quiero»                                        | 3:22     |  |

## Certificaciones
| País   | Organismo certificador | Certificación | Ventas certificadas | Ref.   |
| ------ | ---------------------- | ------------- | ------------------- | ------ |
| México | AMPROFON               | Platino + Oro | 90 000              | [ 10 ] |